# Ставре Гогов
Ставре Матеев Гогов е български революционер, войвода на Стружка чета на Вътрешната македоно-одринска революционна организация.

## Биография
Ставре Гогов е роден в стружкото село Вевчани. Няма образование и по професия е зидар. Работи в Косово – Дяково и на други места. Около 1898 година извършва във Вевчани убийство на член на съперничещата с Гоговци фамилия Поповци и е издирван от турските власти. Поставя се на разположение на селската организация на ВМОРО. В края 1900 година се формира първата вевчанска чета, начело с Тале Горанов, заменен по-късно от Яким Алулов, като Гогов став негов заместник.
Ставре Гогов участва в Илинденско-Преображенското въстание като четник в голямата чета на стружкия войвода Лука Групчев.
От лятото на 1904 година, след убийството на Яким Алулов, е назначен от бюрото на Стружката организация за войвода на стружката чета на ВМОРО и действа като активен организатор. През 1906 година е ранен от подкупен от сръбската пропаганда четник.
През април 1907 година, Ставре отсяда в къщата на вуйчо си Търпе Шекутков в родното си село Вевчани. Турците научават за това и редовна войска и башибозук от съседните села Октиси, Лабунища и Подгорци обсажда къщата. Ставре Гогов заедно с домакините си се сражава 20 часа в неравната битка, като годеницата му Кота Христова минава през обсадата и им донася патрони и бомби. След свършването на куршумите Ставре Гогов се самоубива. С него загиват и Търпе Шекутков и брат му Кузман Шекутков. Снахата Андрица и тримата внуци на Кузман Шекутков са ранени. От аскера и башибозука загиват 27 души. Турците запалват къщата. След убийството на Ставре Гогов годеницата му Кота Христова Кузман Пупина Костойчинова убива предателя и се включва като байрактарка в четата на Стойчо Янкулов Торбичков от Подгорци.
Според оценката на Милан Матов:
| „ | Ставре всекога е бил безстрашен, охотник за разузнавателна работа... остави на стружката околия отлични спомени на добър четник, безстрашен терорист и кавалер с особена честност. | “ |

На построената наново къща днес има възпоменателен надпис
| „ | Во април 1907 година на ова место во нерамна борба со многуброен турски аскер херојски загина Војводата Ставре Гогов. | “ |